# Les Tres Peires
Les Tres Peires és un cim situat a la part meridional de la Muntanya de Sant Aleix, en el terme municipal de Conca de Dalt, dins de l'antic terme de Toralla i Serradell, del Pallars Jussà.
És a la part nord-occidental de l'enclavament de Toralla i Serradell, al nord-oest del poble de Serradell.
A ponent seu discorre la llau de les Tres Peires, i a llevant, el barranc de les Boïgues.